# Sabri Sarıoğlu
Sabri Sarıoğlu (ur. 26 lipca 1984 roku w Çarşambie) – turecki piłkarz , który występował na pozycji obrońcy lub pomocnika. W latach 2006–2011 reprezentant Turcji. Uczestnik Mistrzostw Europy 2008. Większość swojej kariery spędził w tureckim Galatasaray SK.

## Kariera klubowa
Sabri Sarıoğlu zawodową karierę rozpoczynał w sezonie 2001/2002 roku w Galatasaray SK, kiedy to "Lwy" sięgnęły po mistrzostwo Turcji. W debiutanckim sezonie Mircea Lucescu dwa razy powołał Sarıoğlu do meczowej kadry pierwszego zespołu, jednak w żadnym z tych spotkań turecki piłkarz ostatecznie nie wystąpił. W barwach Galatasaray Sarıoğlu zadebiutował w kolejnych rozgrywkach, kiedy to trenerem drużyny był już Fatih Terim. 4 maja 2003 roku Sarıoğlu zagrał w wygranym 2:1 pojedynku przeciwko Trabzonsporowi, kiedy to w 89 minucie zmienił Ümita Karana.
W sezonie 2003/2004 Turek był już podstawowym zawodnikiem "Lwów" i wystąpił w 33 ligowych meczach. W 2005 roku zdobył Puchar Turcji, a w 2006 roku wywalczył drugi w swojej karierze tytuł mistrza kraju. 10 grudnia 2006 roku w spotkaniu z Bursasporem Sarıoğlu rozegrał swój 100 mecz dla Galatasaray. W pojedynku tym turecki zawodnik zdobywając gola w 93 minucie ustalił wynik na 3:1 dla swojego zespołu. W sezonie 2007/2008 Sarıoğlu po raz trzeci sięgnął z klubem po mistrzostwo Turcji. W 2008 roku zdobył też Superpuchar Turcji

## Kariera reprezentacyjna
Sarıoğlu ma za sobą występy w młodzieżowych reprezentacjach Turcji. W dorosłej drużynie zadebiutował 7 października 2006 roku w wygranym 1:0 meczu z Węgrami. W maju 2008 roku Fatih Terim powołał go do kadry reprezentacji na mistrzostwa Europy.

## Sukcesy

### Galatasary SK
- Mistrzostwo Turcji (6x): 2001/02, 2005/06, 2007/08, 2011/12, 2012/13, 2014/15
- Puchar Turcji (4x): 2003/04, 2013/14, 2014/15, 2015/16
- Superpuchar Turcji (5x): 2008/09, 2012/13, 2013/14, 2015/16, 2016/17